# 兵庫県立大学
兵庫県立大学（ひょうごけんりつだいがく、英語: University of Hyogo）は、兵庫県神戸市西区に本部を置く日本の公立大学である。2004年大学設置。設置者は兵庫県公立大学法人。略称は県大。

## 概要
兵庫県立大学は2004年に誕生した大学である。かつて兵庫県に存在した、旧神戸商科大学と旧姫路工業大学、旧兵庫県立看護大学の3大学が統合された。第二次世界大戦後は伝統を異にして発展した経緯から、合併後20年近く経った今も大学としての一体感は醸成途上にあると言われ続けて20年がたつ。
学風および特色
兵庫県立大学には、8学部と9研究科合わせて9つのキャンパスが存在する。このうち、神戸商科キャンパス、神戸情報科学キャンパス、明石看護キャンパスの3つを「東地区」。姫路工学キャンパス、播磨理学キャンパス、姫路環境人間キャンパス、淡路緑景観キャンパスの4つを「西地区」と位置づけている。
全学共通教育（いわゆる教養課程に相当する）を中心に一部の授業を遠隔で行う。
統合により設立された経緯から、最北端の豊岡ジオ・コウノトリキャンパスと最南端の淡路緑景観キャンパスのほか、7つのキャンパスの位置が神戸市から播磨理学キャンパスが所在する上郡町にかけて点在するため相互を結ぶ交通手段が少なく、一部のクラブ・サークルを除き現実的な東西の学生の交流が乏しい。ゆえに学生からは東西交流の充実を望む声が挙がっている。
大学祭の名称が1つでなく、（学生自治会学生会）東支部の「商大祭」と西支部の「工大祭」のように2つに分かれている点が特徴的である。

## 沿革

### 略歴
上記の通り兵庫県立大学は、兵庫県が設置していた3大学（神戸商科大学、姫路工業大学、兵庫県立看護大学）が2004年4月に統合して誕生。その際、新たに神戸ハーバーランドセンタービルに大学本部が置かれ、同時に大学院応用情報科学研究科も新設された。また移行に際して旧神戸商科大学の商経学部が経済学部と経営学部に再編された。

### 統合以前

#### 神戸商科大学
旧神戸商科大学は、旧制兵庫県立神戸高等商業学校を前身とする公立大学であった。第二次世界大戦後における全国最初の公立新制大学および商経学部（経済・経営学科の2学科）の単科大学として1948年に発足した。
その後、管理科学科・国際商学科を増設し、4学科体制となる。キャンパスは神戸市垂水区の星陵台（高丸校舎）にあったが、1990年に同市西区の神戸研究学園都市に移転された。
- 1929年 兵庫県立神戸高等商業学校設置。

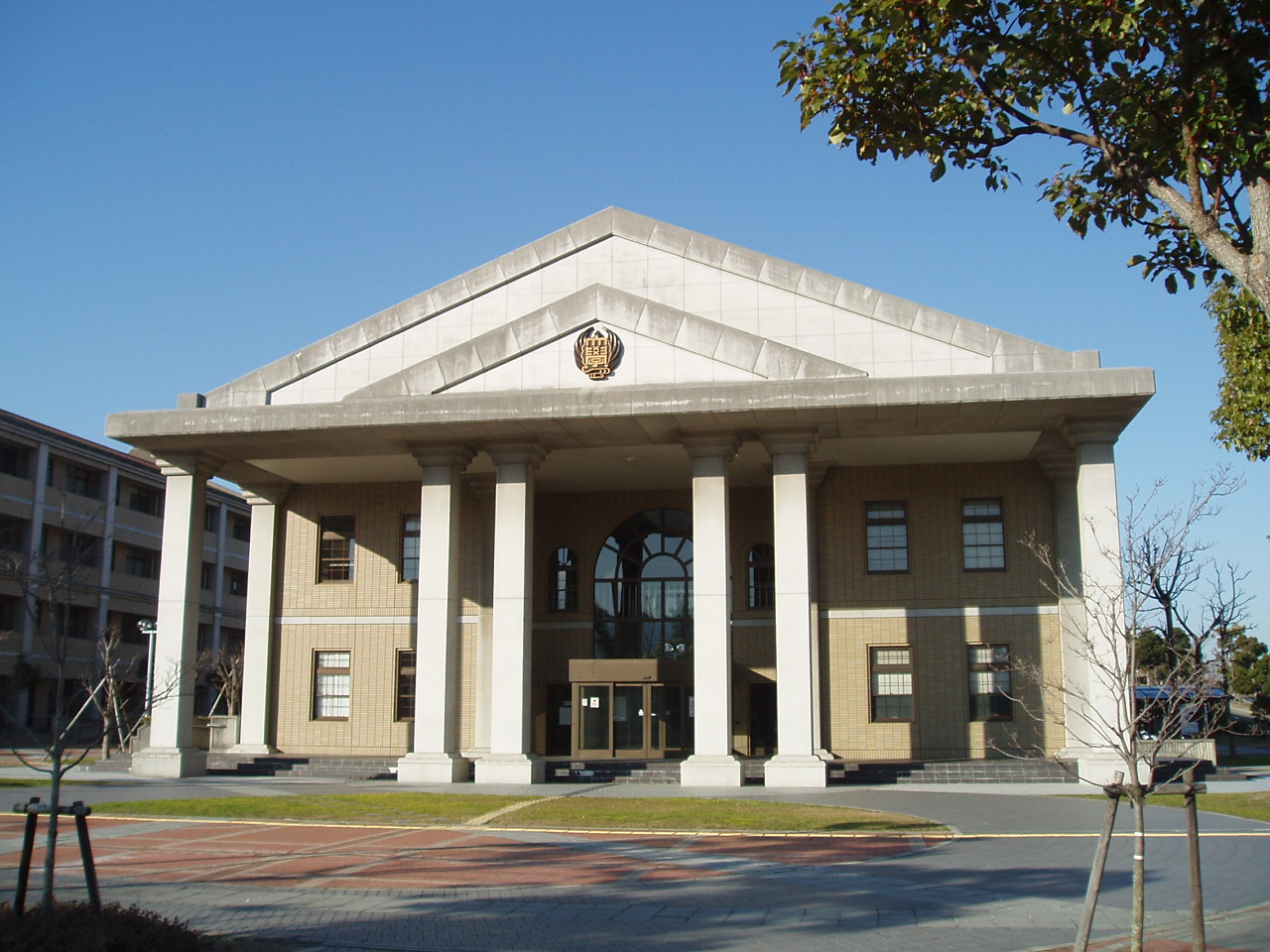
神戸商科キャンパス本部棟

- 1944年 兵庫県立神戸経済専門学校に改称。
- 1948年 神戸商科大学発足、商経学部経済学科・経営学科設置。
- 1950年 経済研究所設置。
- 1963年 管理科学科増設。
- 1965年 大学院経営学研究科（修士課程）設置。
- 1967年 大学院経済学研究科（修士課程）設置。
- 1971年 大学院経営学研究科・経済学研究科に博士課程増設。
- 1980年 国際商学科増設。
- 1990年 神戸研究学園都市へ移転。

※旧制兵庫県立神戸高等商業学校の設立の経緯
当時存在した旧制"官立"神戸高等商業学校が、学部のみの旧制神戸商業大学（現・神戸大学）に昇格することが決定し、兵庫県内に官公立の高等商業学校がなくなったことが発端。その結果、県下の中等学校（中学校・商業学校）卒業生の進学先として、県により1929年に旧制"兵庫県立"神戸高等商業学校が新たに設置された。

#### 姫路工業大学

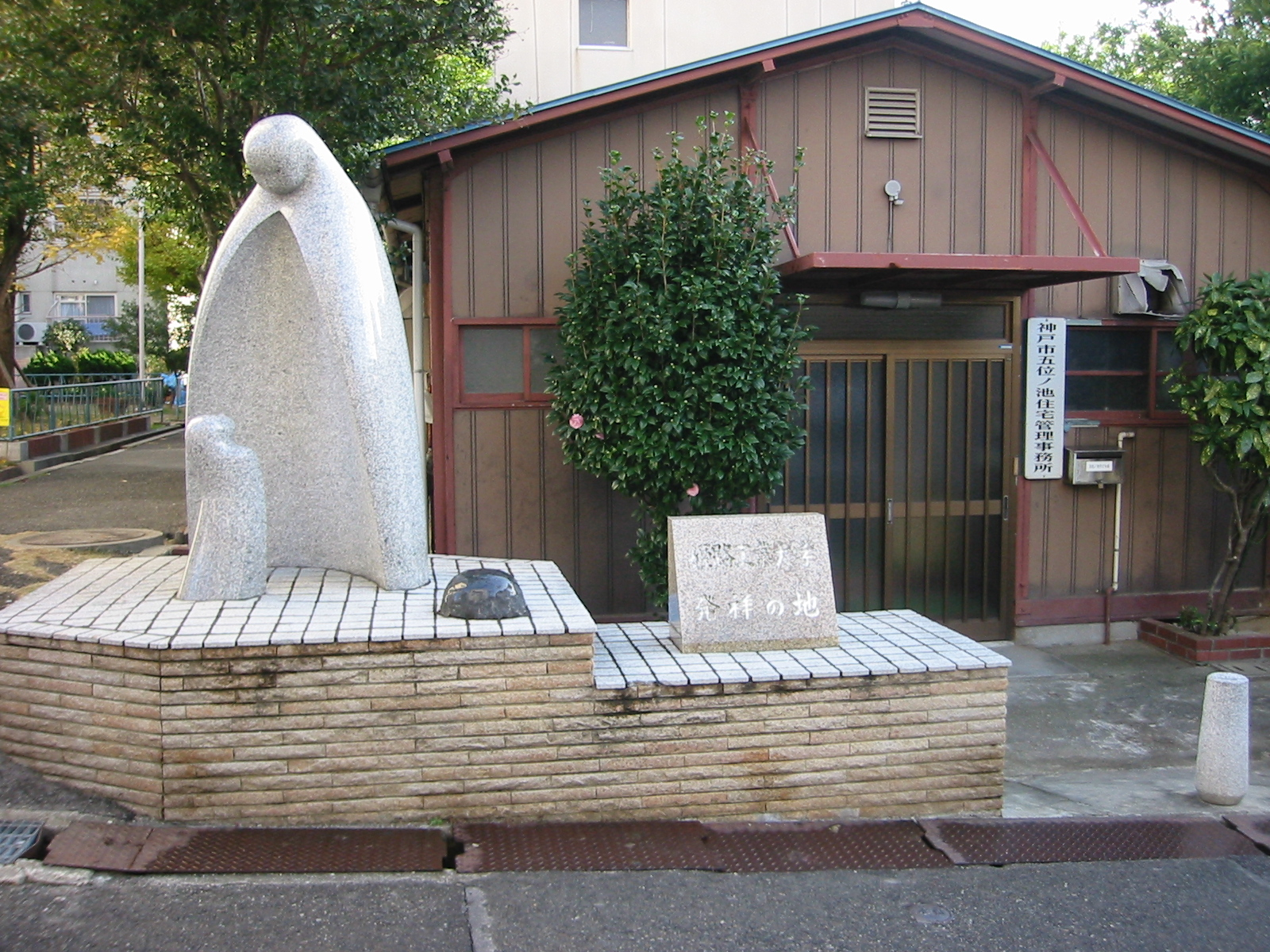
発祥の碑

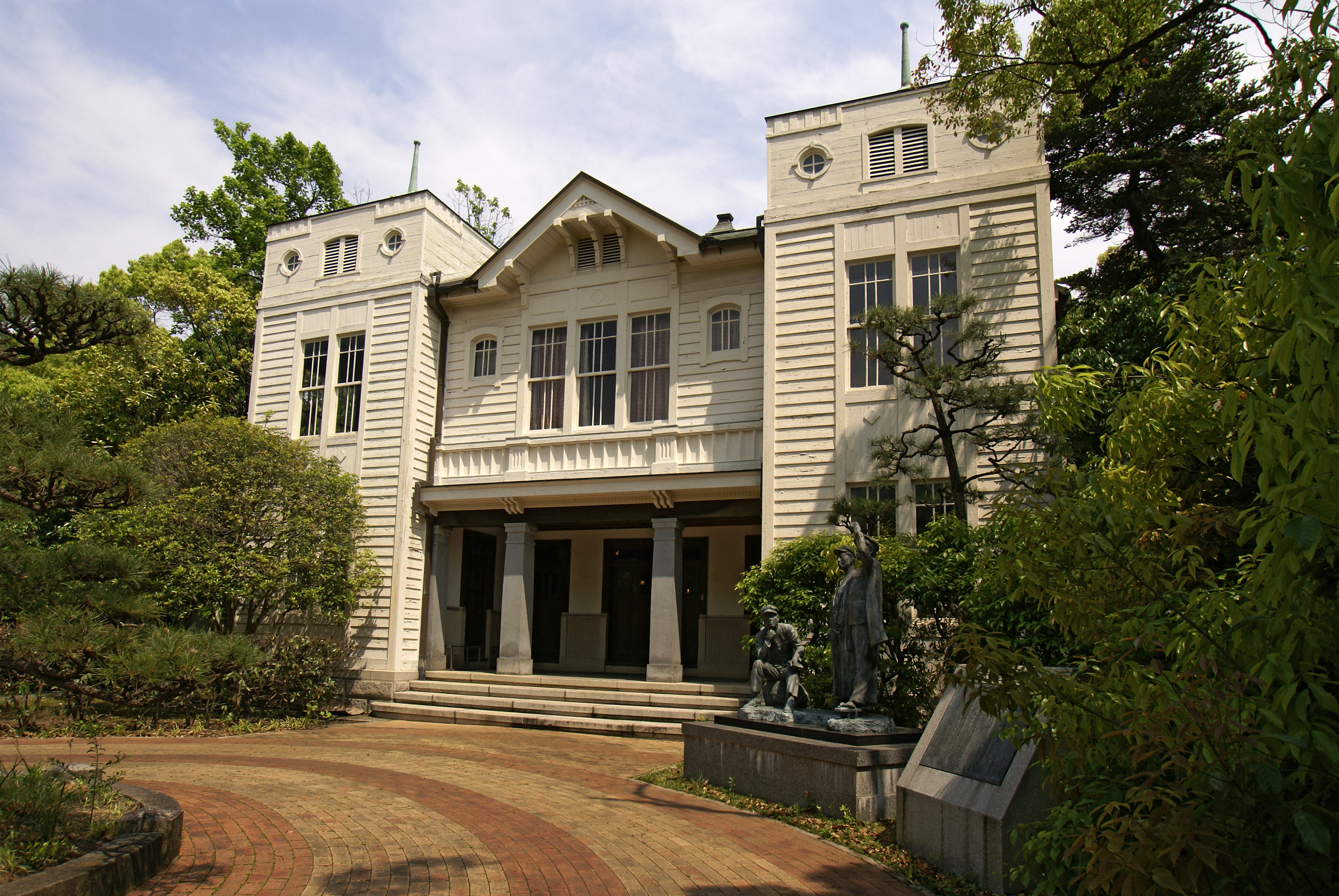
講堂（姫路環境人間キャンパス、旧制姫路高等学校講堂）

旧姫路工業大学は、兵庫県立高等工業学校、兵庫県立工業専門学校を前身として1949年に発足した。長らく工学部のみの単科大学であったが、1990年に理学部を、1998年に環境人間学部を設置した。
- 1944年 兵庫県立高等工業学校を神戸市長田区に設置、兵庫県立工業専門学校に改称
- 1946年 姫路市伊伝居（現在は兵庫県立姫路工業高等学校の地）に移転。
- 1949年 新制姫路工業大学発足。
- 1950年 短期大学部開設。兵庫県立姫路工業高等学校を附属高等学校とした。
- 1957年 短期大学部を兵庫県立姫路短期大学（Himeji College, Hyogo）として分離独立。
- 1965年
  - 附属高等学校を兵庫県立姫路工業高等学校として分離独立。
  - 姫路短期大学が神戸大学姫路分校（旧制姫路高等学校）跡地（現在の兵庫県立大学姫路環境人間キャンパス）に移転。
- 1970年 姫路市書写にキャンパスを移転。
- 1990年 理学部を新設。
- 1991年 播磨科学公園都市キャンパス竣工。姫路市書写のキャンパスは「姫路キャンパス」とされた。
- 1994年 姫路工業大学附属高等学校を播磨科学公園都市に新設（1965年に分離した姫路工業高等学校とは別の組織）。
- 1998年 一般教育部と姫路短期大学を統合改組し、環境人間学部を設置。姫路キャンパスは書写キャンパスとされた。

#### 兵庫県立看護大学
旧兵庫県立看護大学は、1993年4月に国公立大学初の看護系単科大学として開学。また、兵庫県立大学発足後の2004年12月には地域ケア開発研究所が設置された。兵庫県立大学発足前に入学した在学生の卒業・修了を終えた2009年3月に閉学している。
- 1993年 国公立大学初の看護系単科大学として開学。
- 1997年 大学院看護学研究科（修士課程）を設置。
- 1999年 大学院看護学研究科（博士課程）を増設。

## 開学経緯

### 開学前
- 2000年 県立大学検討懇話会にて、既存県立3大学のあり方を検討した結果、「統合が望ましい」との提言。
- 2002年
  - 「新県立大学設置準備委員会」設置（2003年4月からは「兵庫県立大学設置準備委員会」）。
  - 公募を経て大学名が「兵庫県立大学」に決定と発表される。
- 2003年 公募を経て学章が決定。

### 開学・開学後
- 2004年 開学（旧神戸商科大学の商経学部4学科が経済学部2学科・経営学部2学科に。旧姫路工業大学の大学院理学研究科2専攻が物質理学研究科・生命理学研究科に、工学部の8学科が3学科に再編された。また、自然・環境科学研究所に新たな研究部門として宇宙天文系が設けられた）。大学院応用情報科学研究科が新設。地域ケア開発研究所が開所。
- 2007年 産学協同実験棟「インキュベーションセンター」が姫路書写キャンパス内に完成。大学院会計研究科（会計専門職大学院）を神戸学園都市キャンパスに、附属中学校を赤穂郡上郡町に、自然・環境科学研究所の新たな研究部門として「森林・動物系」を丹波市に、それぞれ設置。
- 2008年 ピコバイオロジー研究所が開所。
- 2009年 淡路キャンパス（現・淡路緑景観キャンパス）を開設、景観園芸研究科（専門職大学院）を設置。
- 2010年 大学院経営学研究科の博士前期課程を経営研究科（経営専門職大学院）に改組。経済経営研究所を政策科学研究所に改組。
- 2011年 本部を神戸学園都市キャンパス（現・神戸商科キャンパス）に移転。神戸ポートアイランドキャンパス（現・神戸情報科学キャンパス）を開設し、応用情報科学研究科を移転、シミュレーション学研究科を新設。大学院経済学研究科の夜間主コースを地域公共政策専攻（博士前期課程）に改組。
- 2013年 公立大学法人化（公立大学法人兵庫県立大学設立）。
- 2014年 豊岡市の兵庫県立コウノトリの郷公園内に豊岡ジオ・コウノトリキャンパスを開設、地域資源マネジメント研究科（修士課程）および自然・環境科学研究所「地域資源マネジメント系」を設置。
- 2015年 姫路工学キャンパスは、工学部の建物が築後45年経過による老朽化とキャンパスの再構成のために建て替えが着工[2]
- 2017年 神戸防災キャンパスを開設、大学院減災復興政策研究科を設置。大学附属高等学校・大学附属中学校を開校
- 2019年 経済学部と経営学部を国際商経学部と社会情報科学部に改組。
- 2021年 大学院経済学研究科、大学院経営学研究科、大学院会計研究科、大学院経営研究科を大学院社会科学研究科に、大学院応用情報科学研究科、大学院シミュレーション学研究科を大学院情報科学研究科に、大学院物質理学研究科、大学院生命理学研究科を大学院理学研究科に改組。

## 基礎データ

### 所在地

#### 学部・大学院研究科
- 神戸商科キャンパス（兵庫県神戸市西区学園西町8丁目2-1）
- 姫路工学キャンパス（兵庫県姫路市書写2167）
- 播磨理学キャンパス（兵庫県赤穂郡上郡町光都3丁目2-1）
- 姫路環境人間キャンパス（兵庫県姫路市新在家本町1丁目1-12）
- 明石看護キャンパス（兵庫県明石市北王子町13-71）
- 神戸情報科学キャンパス（兵庫県神戸市中央区港島南町7丁目1-28　計算科学センタービル内）
- 淡路緑景観キャンパス（兵庫県淡路市野島常盤954-2）
- 豊岡ジオ・コウノトリキャンパス（兵庫県豊岡市祥雲寺字二ヶ谷128）
- 神戸防災キャンパス（兵庫県神戸市中央区脇浜海岸通1丁目5-2 人と防災未来センター東館内）

#### 関係機関
- 兵庫県立大学産学連携・研究推進機構（兵庫県姫路市南駅前町123番地 じばさんびる3階）
- 高度産業科学技術研究所（兵庫県赤穂郡上郡町光都3丁目1番2号 兵庫県立先端科学技術支援センター内）
- 自然・環境科学研究所
  - 自然環境系（兵庫県三田市弥生が丘6（兵庫県立人と自然の博物館内））
  - 宇宙天文系（兵庫県佐用郡佐用町西河内407-2（西はりま天文台内））
  - 森林・動物系（兵庫県丹波市青垣町沢野940（森林動物研究センター内））

### 象徴
- 兵庫県立大学の学章はブルーとゴールドを基調とし、英称が書かれている。また、底部に開学年をローマ数字で表記している。
- 兵庫県立大学の学歌は全国から公募した歌詞をもとに学長が歌詞補作を行い、作曲家の三枝成彰が作曲を行ったものである。

## 教育および研究

### 学部
- 国際商経学部
経済学部、経営学部を改組して2021年に開設。経済学コース、経営学コースは一括して、グローバルビジネスコースは単独で、学生募集（入学試験）を行う。経済学コース、経営学コースは2年次後期から分かれる。
  - 国際商経学科
    - 経済学コース
      - 経済理論・政策プログラム
      - 金融ファイナンスプログラム

    - 経営学コース
      - マネジメントプログラム
      - 社会イノベーションプログラム

    - グローバルビジネスコース
      - グローバルビジネスプログラム
- 社会情報科学部
経済学部、経営学部を改組して2021年に開設。
  - 社会情報科学科
- 経済学部
経済学部は学部で一括して学生募集をしており、学科の決定は2年生進級時に行う。
  - 国際経済学科
  - 応用経済学科
- 経営学部
経営学部は学部で一括して学生募集をしており、学科・コースの決定は2年生進級時に行う。
  - 組織経営学科
    - グローバル・マネジメントコース
    - 会計と情報コース

  - 事業創造学科
    - 事業創造（ベンチャー）コース
    - 事業支援（マーケットアナリシス）コース
- 工学部
  - 電気電子情報工学科
    - 電気工学コース
    - 電子情報工学コース

  - 機械・材料工学科
    - 機械工学コース
    - 材料工学コース

  - 応用化学工学科
    - 応用化学コース
    - 化学工学コース
- 理学部
公立大学の理学部としては31年ぶりの開設となった。ただし、工学基礎研究所（後の高度産業科学技術研究所）から移った一部の教員を除きほとんどの教員は公募に依り、前身組織の改組という形ではなく新規に設立された点において戦後初めてのケースであった。兵庫県の大型放射光施設SPring-8の誘致に呼応したもので、SPring-8における兵庫県専用ビームラインを管理・運営するなど、中型放射光施設ニュースバルを有する高度産業科学技術研究所ともども放射光を利用した研究・教育に大きな特質がある。
  - 物質科学科
    - 物性基礎コース
    - 物性コース
    - 物質コース

  - 生命科学科
    - 生体物性コース
    - 生体物質コース
    - 細胞コース
- 環境人間学部
人間環境学部を設置する大学は日本国内にいくつか存在するが、あえて「環境」を先にした名称の日本唯一の学部である。[3]「環境と人間の関わり」を土台として、2年生進級時に選択する各コースの専門分野を学ぶ。いわゆる文理融合の学部であるが、コースによってはっきり区別されていると言える。姫路工業大学時代は、工業大学に属する学部でありながら文系の学生もいるという変わった状態だった。
  - 環境人間学科
    - 国際文化系
    - 人間形成系
    - 環境デザイン系
    - 社会デザイン系
    - 食環境栄養課程（管理栄養士養成課程）
- 看護学部
  - 看護学科

### 大学院
※以下、特記していない専攻は博士前期課程・博士後期課程。
- 社会科学研究科
2021年4月開設。
  - 経済学専攻（博士課程）
  - 経営学専攻（博士課程）
  - グローバルビジネス専攻（修士課程）
  - 会計専門職専攻（専門職学位課程）
  - 経営専門職専攻（専門職学位課程）
    - 地域イノベーションコース（中小企業診断士登録養成課程を併設）
    - 医療マネジメントコース
    - 介護マネジメントコース
- 経済学研究科
2021年4月学生募集停止
  - 経済学専攻
  - 地域公共政策専攻（博士前期課程）
    - 地域ガバナンスプログラム
    - 財政・税務プログラム
- 経営学研究科
2021年4月学生募集停止
  - 経営学専攻（博士後期課程）
- 工学研究科
  - 電気系工学専攻（以下、2015年4月まで）
  - 機械系工学専攻
  - 物質系工学専攻
  - 電気物性工学専攻（以下、2015年4月から）
  - 電子情報工学専攻
  - 機械工学専攻
  - 材料・放射光工学専攻
  - 応用化学専攻
  - 化学工学専攻
- 理学研究科
2021年4月に開設。
  - 物質科学専攻
  - 生命科学専攻
- 物質理学研究科
2021年4月学生募集停止
  - 物質科学専攻
- 生命理学研究科
2021年4月学生募集停止
  - 生命科学専攻
  - ピコバイオロジー専攻（一貫制博士課程。平成31年度入学生から学生募集停止）
- 環境人間学研究科
  - 環境人間学専攻
- 看護学研究科
  - 看護学専攻
  - 共同災害看護学専攻（一貫制博士課程）
- 情報科学研究科
2021年4月開設
  - データ計算科学専攻
    - データ科学コース
    - 計算科学コース
    - 健康医療科学コース
    - 情報セキュリティ科学コース
- 応用情報科学研究科
2021年4月学生募集停止
  - 応用情報科学専攻
- シミュレーション学研究科
2011年4月に開設、2021年4月学生募集停止
  - シミュレーション学専攻
- 会計研究科
2021年4月学生募集停止
  - 会計専門職専攻（専門職学位課程）[4]
- 経営研究科
2021年4月学生募集停止
  - 経営専門職専攻（MBA）
- 緑環境景観マネジメント研究科
  - 緑環境景観マネジメント専攻（専門職学位課程）
- 地域資源マネジメント研究科
  - 地域資源マネジメント専攻（修士課程・博士後期課程）
- 減災復興政策研究科（2017年4月開設）
  - 減災復興政策専攻（博士前期課程・博士後期課程)

### 附属機関
- 政策科学研究所（神戸市西区学園西町 神戸学園都市キャンパス内に2010年開設。前身は2004年開設の経済経営研究所）
- 高度産業科学技術研究所（兵庫県赤穂郡上郡町光都 播磨科学公園都市キャンパスの近傍）
  - 中型放射光施設ニュースバル（NewSUBARU）

SPring-8と同じ敷地内に隣接しており、ビーム光源を共有する国内3番目の規模を有する放射光施設。

本研究所は1985年設立の工学基礎研究所がもととなっており、「光・量子科学技術」と「光応用・先端技術」の二大講座制（部門）を取っている。
- 自然･環境科学研究所
  - 自然環境系（兵庫県三田市弥生が丘 兵庫県立人と自然の博物館内）
  - 景観園芸系（兵庫県淡路市野島 兵庫県立淡路景観園芸学校内）
  - 地域資源マネジメント系（旧・田園生態系。兵庫県豊岡市祥雲寺 兵庫県立コウノトリの郷公園内）
  - 宇宙天文系（兵庫県佐用郡佐用町西河内 兵庫県立西はりま天文台内）
  - 森林・動物系（兵庫県丹波市青垣町沢野 兵庫県森林動物研究センター内）
- 地域ケア開発研究所（兵庫県明石市北王子町 明石キャンパス内）

2007年5月より世界保健機関（WHO）研究協力センターの指定を受けている。
- 先端医療工学研究所（兵庫県姫路市神屋町 兵庫県立はりま姫路総合医療センター内）[5]

2022年4月開設。前身は先端医工学研究センター（AMEC）。
- 金属新素材研究センター（姫路工学キャンパス内で兵庫県が運営）[6]

### 附属学校
- 兵庫県立大学附属高等学校（兵庫県赤穂郡上郡町光都3丁目11番1号）

※旧称：兵庫県立姫路工業大学付属高等学校
- 兵庫県立大学附属中学校（兵庫県赤穂郡上郡町光都3丁目11番2号）

### 研究

#### 21世紀COEプログラム
21世紀COEプログラムとして、2件のプロジェクトが採択された。
- 2002年
生命科学
構造生物学を軸とした分子生命科学の展開
- 2003年
医学系
ユビキタス社会における災害看護拠点の形成

#### グローバルCOEプログラム
グローバルCOEプログラムとして、1件のプロジェクトが採択されている。
- 2007年
生命科学
ピコバイオロジー：原子レベルの生命科学

## 学生生活
学生自治会・部活動・学園祭などについては、基本的には東地区と西地区で別に運営されている。

### 学園祭
- 商大祭
神戸商科キャンパスで行われる学園祭。大学統合後も伝統を引き継ぎ、神戸商科大学の略称を冠している。
- 工大祭
姫路工科キャンパスを中心に行われる学園祭。大学統合後も伝統を引き継ぎ、姫路工業大学の略称を冠している。
- 欅まつり
明石看護キャンパスで毎年５月に行われる学園祭。学生による自動体外式除細動器（AED）使用講座、足湯など、看護学部ならではといえる企画が多い。

## スポーツ
- 関西六公立大学総合競技大会が毎年秋に行われる。兵庫方：兵庫県大（旧神戸商大・旧姫路工大・旧姫路短大）、大阪方：大阪府立大学（旧大阪府大・旧大阪女子大）、京都方：京都府立大学の3チームに分かれて戦う。

## 大学関係者と組織

### 学長
- 元職：熊谷信昭、清原正義
- 前職：太田勲
- 現職：髙坂誠

### 理事長
- 現職：五百籏頭眞
- 次職:國井総一郎

### 大学関係者組織
- 兵庫県立大学では、その背景からキャンパスごとに同窓会組織が異なっている。
  - 淡水会
経済学部・経営学部の同窓会。
  - 姫路工業倶楽部
工学部の同窓会。
  - 姫路工業大学理学部同窓会
理学部の同窓会。
  - ゆりのき会
環境人間学部の同窓会。姫路短期大学の同窓会でもある。
  - けやき会
看護学部の同窓会。
  - 応用情報科学研究科の修了生が既に存在しているが、現在のところ、本人の希望があれば淡水会に入会できるようになっている。ただし、同研究科修了生の中で独自の同窓会組織の立ち上げを望む声もある。
- 兵庫県立大学には、兵庫県立大学生活協同組合がある。これは、2007年9月1日に兵庫県立大学西部生活協同組合（旧姫路工業大学生活協同組合：1990年設立）と兵庫県立大学東部生活協同組合（旧神戸商科大学生活協同組合：1962年設立）が合併したものであり、法手続上の存続組合は兵庫県立大学西部生活協同組合である。

2004年4月の兵庫県立大学発足時に合併しなかったのは、神戸商科大学生協に3千万円を超える累積欠損金があったためであり、兵庫県立大学東部生活協同組合の累積欠損金が1千万円を切ったこともあり合併したという。

### 大学関係者一覧
- 兵庫県立大学の人物一覧

## 施設

### キャンパス

#### 神戸商科キャンパス（大学本部）

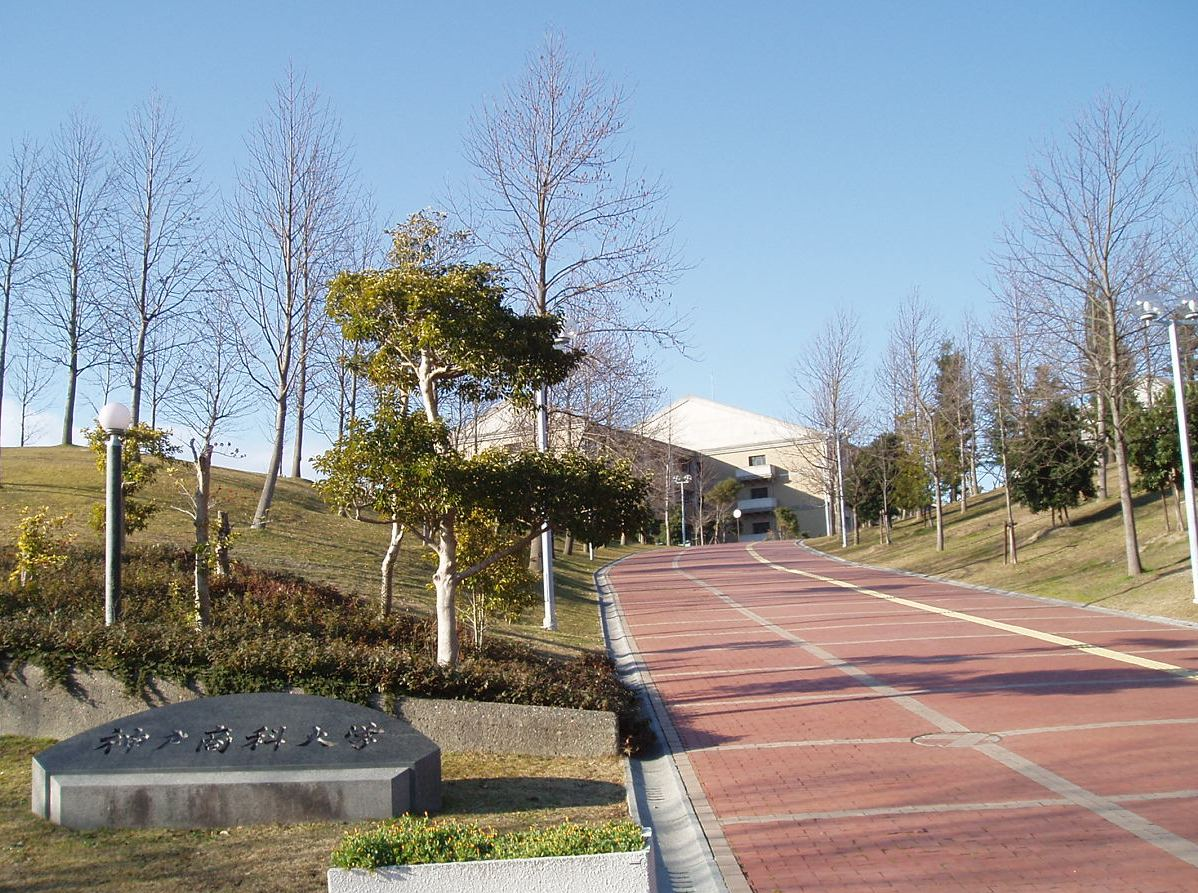
神戸商科キャンパス

- 使用学部：国際商経学部（2021年4月開設）、社会情報科学部（2021年4月開設）、経済学部、経営学部、看護学部（1年生のみ）
- 使用研究科：大学院経済学研究科・経営学研究科・経営研究科・会計研究科・社会科学研究科（前述の4研究科を統合して2021年4月開設）
- 使用附属施設：兵庫県立大学政策科学研究所
- 同　上　　：三木記念講堂（関東大震災で無一文となった三木瀧蔵創設による三木瀧蔵奨学財団により再起の地神戸に感謝を込めて平成元年に寄附により建設。同財団は阪神淡路大震災後も創設者の出身である兵庫県内学校及び能登半島地震被災地などに応援を続けている。三木瀧蔵の先祖は廻船問屋。）
- 交通アクセス：神戸市営地下鉄西神・山手線学園都市駅より徒歩約10分（北緯34度40分41.7秒 東経135度3分7.6秒 / 北緯34.678250度 東経135.052111度）

神戸市西郊の神戸研究学園都市に位置し、大学本部が置かれる。通称「学都」（がくと）。同都市内外の近隣の大学と神戸研究学園都市大学交流センター（大学共同利用施設「UNITY」）を中心に交流がある。

#### 神戸情報科学キャンパス
- 使用学部：なし
- 使用研究科：大学院応用情報科学研究科・シミュレーション学研究科・情報科学研究科（前述の2研究科を統合し、2021年4月開設）
- 使用附属施設：なし
- 交通アクセス：ポートライナー計算科学センター駅より徒歩約2分（北緯34度39分11.2秒 東経135度13分14秒 / 北緯34.653111度 東経135.22056度）

ポートアイランドの計算科学センタービル内に位置する。

#### 姫路工学キャンパス
- 使用学部：工学部
- 使用研究科：大学院工学研究科
- 使用附属施設：なし

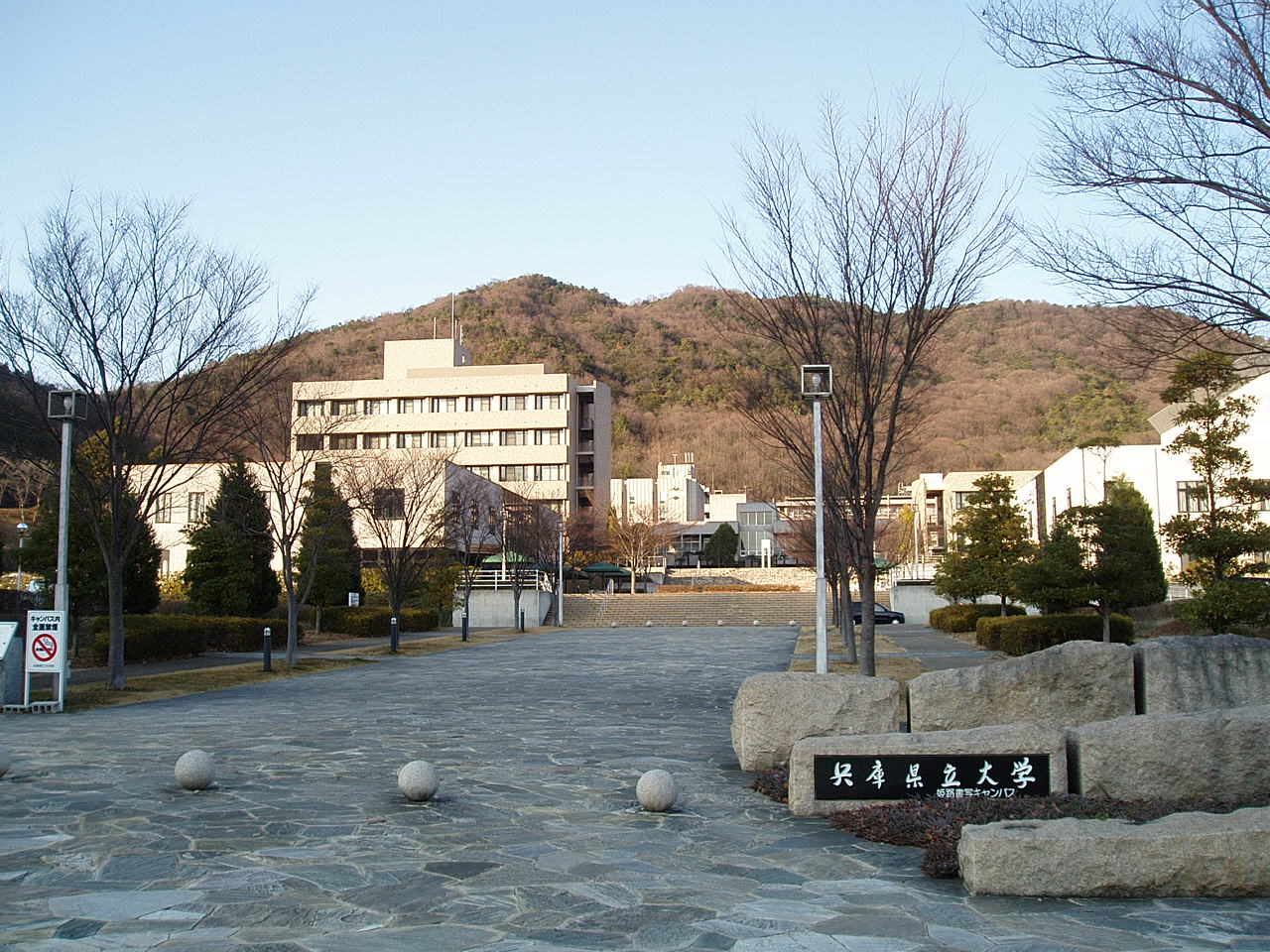
姫路工学キャンパス

- 交通アクセス：JR西日本山陽本線姫路駅、山陽電気鉄道本線山陽姫路駅より神姫バスで約30分（一部は姫路新在家キャンパスを経由）。駅からの距離としてはJR姫新線余部駅が最寄。利便性としてはバスが最適。（北緯34度52分40.4秒 東経134度38分57.3秒 / 北緯34.877889度 東経134.649250度）

姫路市街近郊の書写山の麓に位置する。前身の姫路工業大学の本部と工学部が長年に渡り所在した経緯から、西地区の中心的キャンパスであり、クラブ・サークルも数多く存在する。通称「書写」（しょしゃ）。理学部と環境人間学部の1年生も通うため学生数が多い。地形からキャンパス内に階段が多い。

#### 播磨理学キャンパス
- 使用学部：理学部

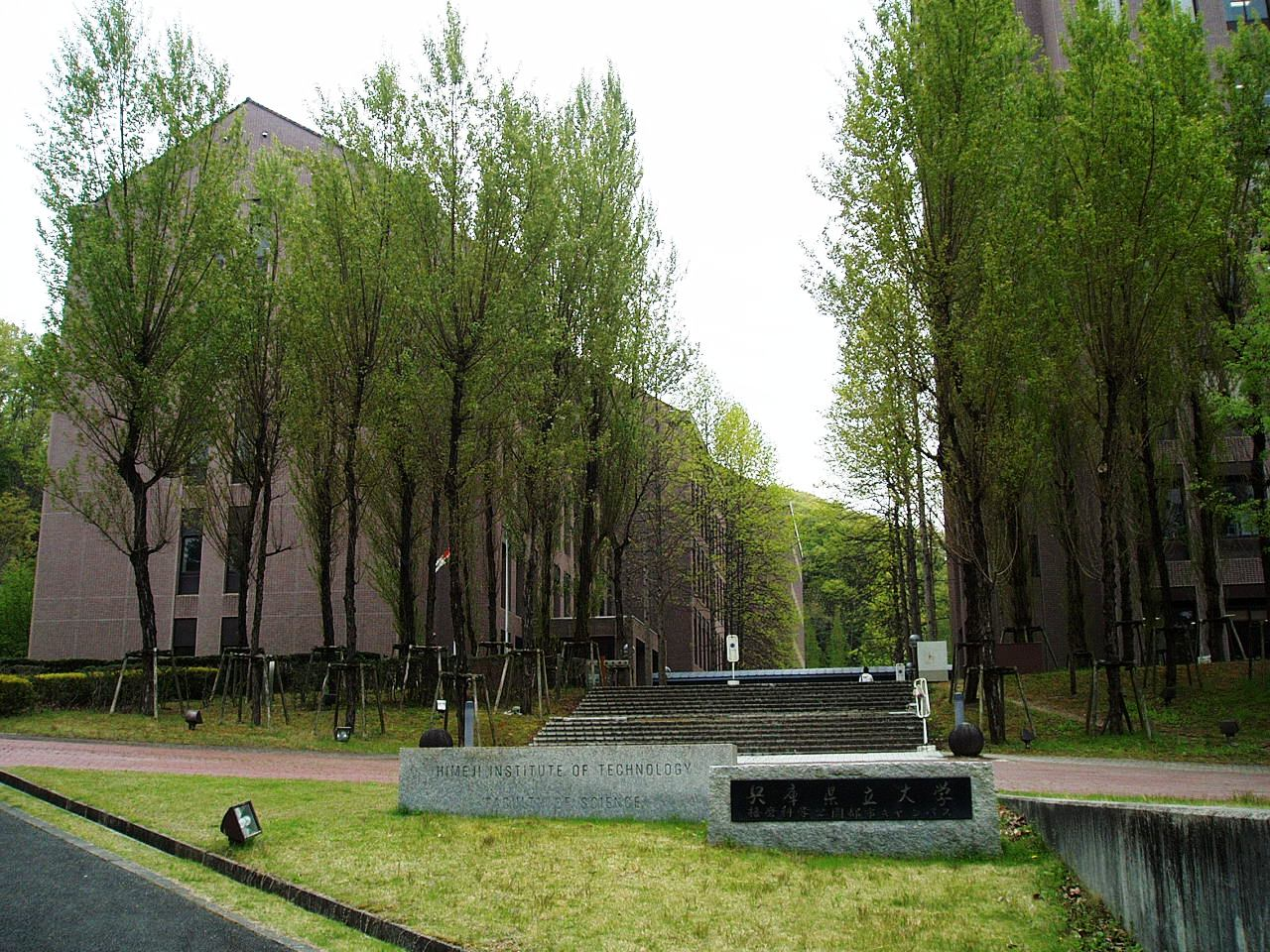
播磨理学キャンパス

- 使用研究科：大学院物質理学研究科・生命理学研究科・理学研究科（前述の2研究科を統合して2021年4月開設）
- 使用附属施設：高度産業科学技術研究所
- 交通アクセス：JR西日本山陽本線相生駅より神姫バスで約30分（北緯34度55分44.5秒 東経134度26分44.2秒 / 北緯34.929028度 東経134.445611度）

相生市北郊、播磨高原の一部を切り開き造られた播磨科学公園都市に位置する。兵庫県立大学附属中学校・高等学校とも近接。住所地名から「光都（こうと）」と呼ばれる。大型放射光施設SPring-8を中心に国や企業の研究機関が近隣に存在。交通の便の悪さや県外出身者も多いことから、一人暮らしや自動車を所有する学生が多く、兵庫県立大学のキャンパスの中で唯一近接区域に学生寮が設置されている。また近隣に学生向けの住宅が少なく、学生寮（後述）に入居していない学生の多くは姫路市やたつの市（竜野駅・本竜野駅周辺）、相生市などから通学する。

#### 姫路環境人間キャンパス
- 使用学部：環境人間学部
- 使用研究科：大学院環境人間学研究科
- 使用附属施設：なし

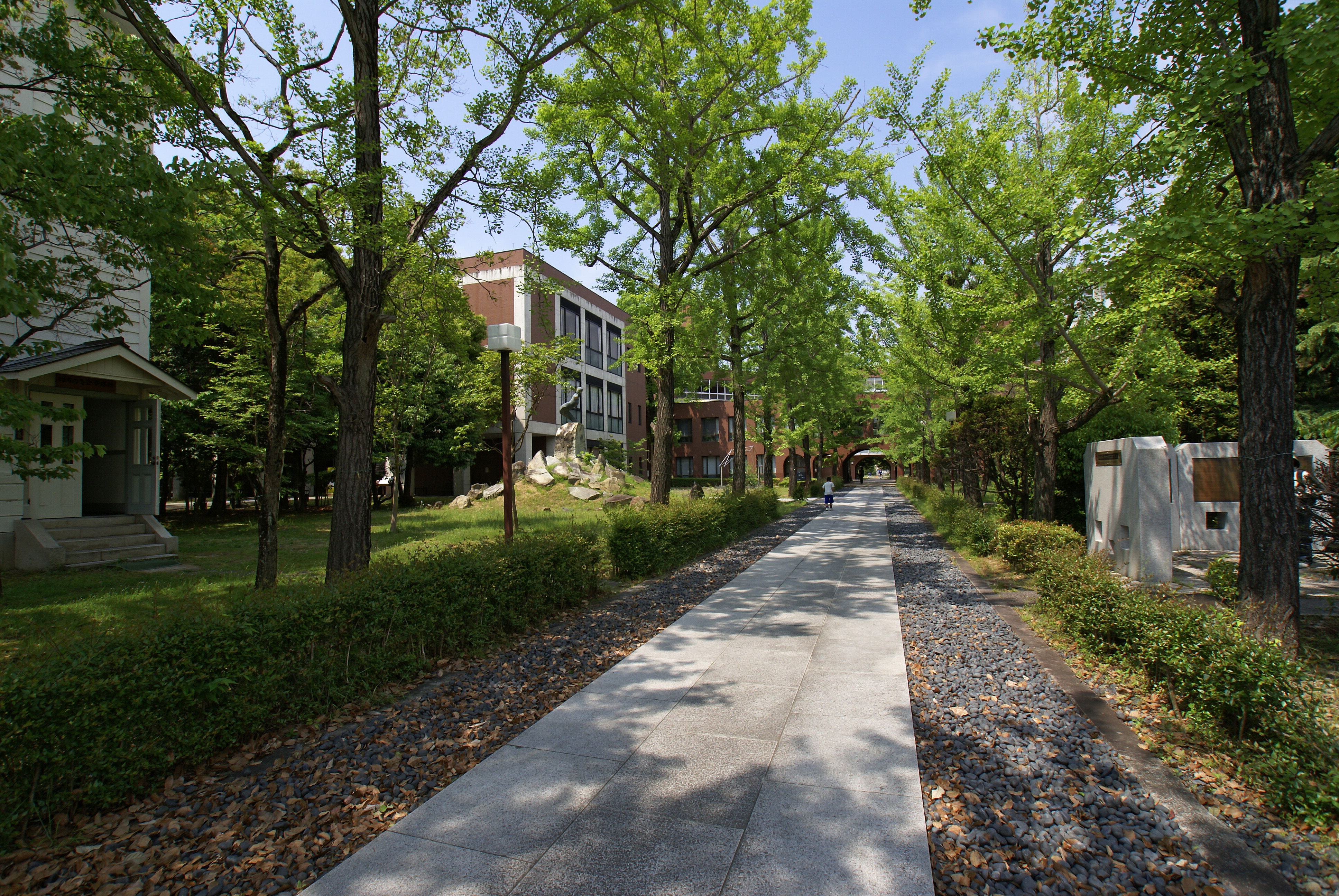
姫路環境人間キャンパス

- 交通アクセス：JR山陽本線姫路駅、山陽電気鉄道本線山陽姫路駅より神姫バスで約10分（北緯34度50分52.2秒 東経134度41分18.6秒 / 北緯34.847833度 東経134.688500度）

姫路市街、姫路城城下町の一角、新在家に位置する。
旧制姫路高等学校本館と講堂は、登録有形文化財に登録されている。キャンパス内には姫路市の保存樹となっているユリノキがあり、同窓会名の由来となっている。通称「新在家」または「環境人間」。
元は旧制姫路高等学校のキャンパスで、1949年の学制改革により神戸大学姫路分校となる。その後1965年に分校が神戸大学のある六甲台に統合移転したため、跡地に兵庫県立の姫路短期大学が移転。附属幼稚園も設置され、幼稚園跡地には環境人間学部のキャンパスとなった（現在もその面影が残る）。

#### 明石看護キャンパス

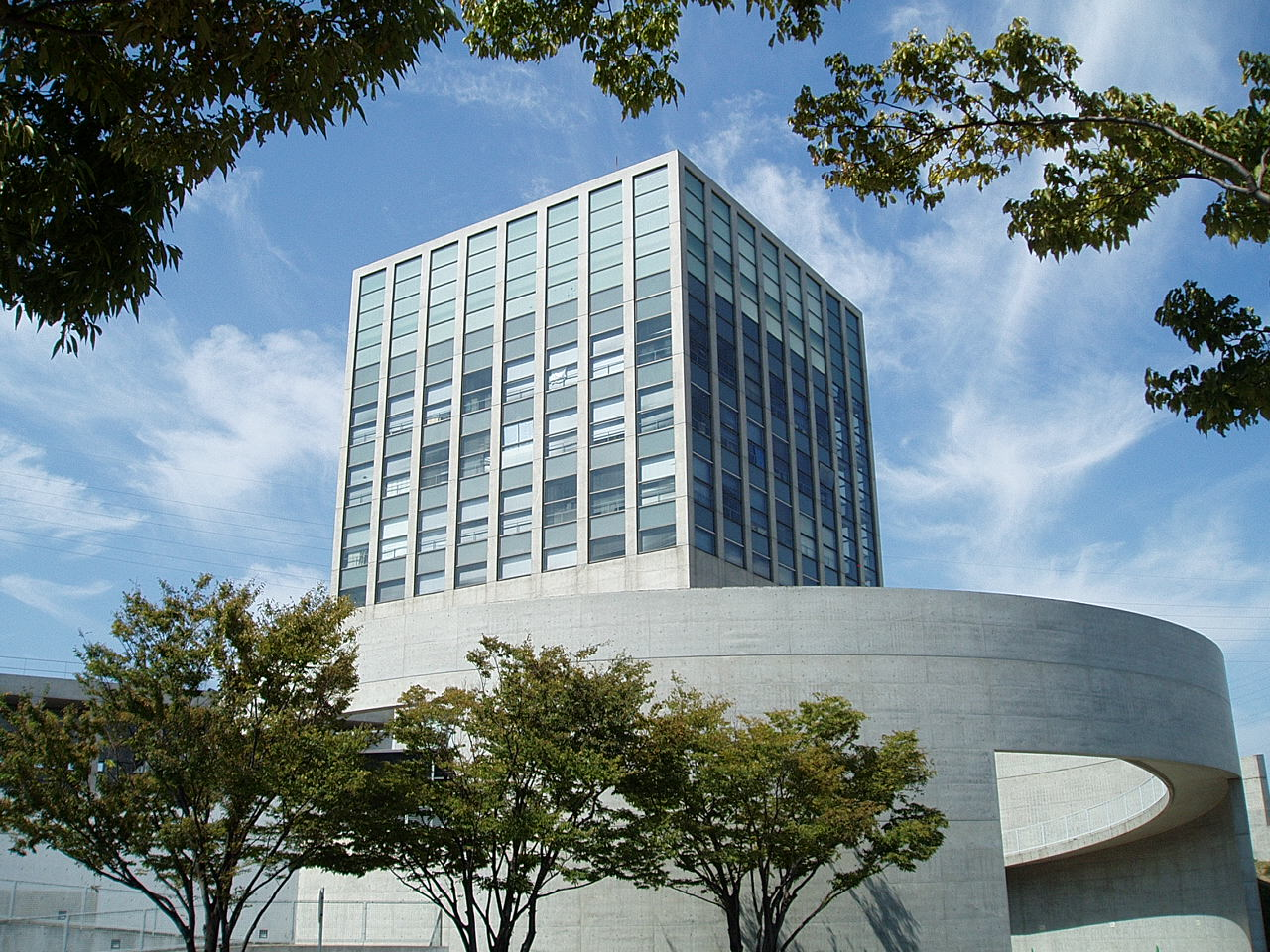
明石看護キャンパス

- 使用学部：看護学部
- 使用研究科：大学院看護学研究科
- 使用附属施設：地域ケア開発研究所
- 交通アクセス（北緯34度39分34.7秒 東経134度58分49.2秒 / 北緯34.659639度 東経134.980333度）
  - JR西日本明石駅・山陽明石駅から北4・5番のりばの神姫バス 20・21系統市民病院方面行き、23・82系統がんセンター経由県立リハビリセンター行き、22系統がんセンター・玉津曙・王塚台5丁目経由西明石駅行き、22A系統がんセンター・県立リハビリセンター・玉津曙・王塚台5丁目経由西明石駅行きに乗車し、がんセンター停留所下車。
  - JR西明石駅から1番のりばの神姫バス 22系統 王塚台5丁目・玉津曙・がんセンター経由明石駅行き、22A系統 王塚台5丁目・県立リハビリセンター・がんセンター経由明石駅行きに乗車し、がんセンター停留所下車。

神戸市西区に隣接する明石市域に位置する。学部のキャンパスでは最も学生数が少ない。建築家の安藤忠雄が設計した。

#### 淡路緑景観キャンパス
- 使用学部：なし
- 使用研究科：大学院緑環境景観マネジメント研究科
- 使用附属施設：自然・環境科学研究所（景観園芸系）
- 交通アクセス：バス利用の場合は神戸三ノ宮又は高速舞子→淡路IC→スクールバス（約10分）。船利用の場合は明石港（淡路ジェノバライン）→岩屋港→スクールバス（約10分）。（北緯34度33分45.9秒 東経134度57分55.5秒 / 北緯34.562750度 東経134.965417度）

淡路島に位置するキャンパス。設置されている研究科は兵庫県立淡路景観園芸学校の専門課程を大学院として改組したもの。
なお、この研究科は全寮制である。

#### 豊岡ジオ・コウノトリキャンパス
- 使用学部：なし
- 使用研究科：大学院地域資源マネジメント研究科
- 使用附属施設：自然・環境科学研究所（地域資源マネジメント系）
- 交通アクセス（北緯35度32分43.2秒 東経134度51分36.6秒 / 北緯35.545333度 東経134.860167度）
  - JR西日本山陰本線・京都丹後鉄道豊岡駅から全但バス「コウノトリの郷公園」もしくは「法花寺」行きに乗車し「コウノトリの郷公園」下車（時刻案内の「豊岡〜栄町・法花寺線」を参照）。「下の宮」行きの一部も経由する。
  - 京都丹後鉄道コウノトリの郷駅から徒歩約30分。
  - コウノトリ但馬空港から全但バス豊岡駅方面行きに乗車し、豊岡駅経由。

豊岡市の兵庫県立コウノトリの郷公園内にあるキャンパスである。

#### 神戸防災キャンパス
- 使用学部：なし
- 使用研究科：大学院減災復興政策研究科
- 使用附属施設：なし
- 交通アクセス：
  - 阪神電鉄本線岩屋駅、春日野道駅より徒歩10分
  - JR西日本東海道本線（JR神戸線）灘駅南口徒歩12分
  - 阪急電鉄神戸本線王子公園駅西口徒歩20分
  - 各線三宮駅（三ノ宮駅）より神戸市バスで「人と防災未来センター」下車
  - 各線三宮駅（三ノ宮駅）より阪神電鉄バスで「人と防災未来センター」下車

神戸市の人と防災未来センター東館内にあるキャンパスである。設置背景については「阪神・淡路大震災」参照。

#### サテライトキャンパス
- 三宮教室
JR西日本東海道本線（JR神戸線）三ノ宮駅西口の神戸交通センタービル（兵庫県立神戸学習プラザ内）に入居している。
主に経済学研究科・経営学研究科のサテライト教室として利用されている。

## 対外協定
- 事業連携に関する協定（2005年締結）
  - 養父市商工会と経営学部との間において締結。
- 姫路信用金庫と連携して中小企業を対象にした「ひめしん研究開発支援助成金」を創設（2005年）。2005年2月に締結した産学連携協定を受けた制度。
- 西兵庫信用金庫と産学連携センターは地域産業の活性化を目標に産学連携協定に調印（2005年）
- 兵庫県立大学と神戸商工会議所との包括的連携に関する協定（2007年締結）

### 地方自治体との協定
- 産官学連携協力の推進に係る協定（2004年締結）
  - 姫路市・姫路商工会議所・産学連携センターの三者間で締結。
- 教育研究活動の推進とまちづくりに関する協力・連携協定（2006年締結）
  - 香美町と環境人間学部が2005年、旧美方町（現香美町小代区）と結んだ協定を合併後に拡大して新たに締結。
- 連携協力に関する協定（2006年締結）
  - 宍粟市と産学連携センターとの間において締結。

### 他大学との協定
- 神戸研究学園都市大学交流センター（大学共同利用施設「UNITY」）
- 曁南大学（中国）やエバーグリーン大学（アメリカ）ほか15の海外の大学・高等教育機関等との学術交流協定
- 神戸大学、兵庫県立大学及び海洋研究開発機構の教育研究に関する包括協定（2007年締結）
  - 次世代スーパーコンピューター汎用京速計算機の活用にむけた教育研究に関する包括協定

### 学術交流協定校
アメリカ合衆国
- エバーグリーン州立大学
- ワシントン大学
- ペンシルベニア大学

ドイツ
- カールスルーエ工科大学

カナダ
- サスカチュワン大学

インド
- インド工科大学

インドネシア
- ハサヌディン大学

ルーマニア
- ヤシ工科大学
- ブカレスト経済大学

イタリア
- バリ大学

ブラジル
- ロンドリーナ州立大学

オーストラリア
- カーティン工科大学

タイ王国
- チュラロンコン大学
- スラナリー工科大学
- タマサート大学

中華人民共和国
- 曁南大学
- 蘇州大学
- 浙江工業大学
- 中南大学
- 香港理工大学
- 中国農業科学院生物技術研究所

大韓民国
- 東亜大学校
- 韓国赤十字看護大学
- ハンヤン大学
- 延世大学校

バングラデシュ
- ダッカ大学

## 社会とのかかわり

### 公務員採用試験
兵庫県立大学生活協同組合・淡水会の後援を受け、大阪国税局職員を招く等し、キャリア選択として国税専門官採用に取り組んでいる。商業高校出身者をはじめ、優秀な兵庫県立大学生が税務大学校での研修を経て、国税専門官となっている。

### 出世力
2006年年9月23日発行のビジネス誌『週刊ダイヤモンド』94巻36号（通巻4147号）「出世できる大学」と題された特集の出世力ランキング（日本の全上場企業3,800社余の代表取締役を全調査）で、同大学は、2006年時点で存在する744大学中の第11位にランキングされた。

## 不祥事

### 大学による不祥事
- 2018年8月28日 - 工学部後期入試で出題にミスがあったことが、合格発表から5か月経って発表された。実験や研究などでキャンパスにいた学生からも「大切な半年間を奪われ、本当に気の毒」など、厳しい声が噴出した。2017年度一般入試で大阪大学、京都大学が多数の追加合格者を出した問題が起きていただけに批判された[13]。

### 教職員による不祥事
- 2012年3月19日 - 工学研究科の男性教授（60歳）が2010年春から、指導を受け持つ男子大学院生に対し、研究テーマの内容を説明しないといった行動を繰り返した。男子大学院生は体調を崩し、10月に研究室の変更を申し出たが、教授は面談で「もう二度と目の前に出てくれるな」「卒業の保証はしない」と発言するなど、威圧的な言動を取ったという。男子大学院生は2011年3月に中退した。男子大学院生は、教授とのやりとりをICレコーダーに録音しており、別の教員に相談し発覚。男性教授は以前にも、学生の就職活動を巡ってトラブルを起こした経緯があり、2011年10月から指導教官を外されている。暴言については「言ったかもしれない」としているが、指導自体については「見解の相違だ」と話しているという。大学は2012年3月19日付で男性教授を停職（3ヵ月）の懲戒処分とした[14]。
- 2015年12月4日 - 環境人間学部の男性教授（60代）が、女子学生1人に対してセクシャルラスメントに該当する発言（「キスして」と受け取られるような発言）をし、別の女子学生2人に対して多数のメールを送信し、精神的苦痛を与えた。女子学生からの申し立てにより発覚。大学は男性教授を12月4日付で停職（3ヵ月）の懲戒処分とした[15]。
- 2016年9月9日 - 工学研究科の男性教授（50代）が、大学院工学研究科に所属する男子学生に対し、土曜日に研究室に出てくることの必要性を説明せず、結果として土曜日に出てくることを強要したり、輪講やミーティングにおいて他の研究生の前で罵声を浴びせたり、廊下まで響き渡るほどきつい口調で厳しく叱責したりしたこと及び国際論文の指導で厳しく叱責したりした。このようなことが相まって男子学生は自分に対する評価が低いと受け止め、当該教員の下では博士号を取得できないと不安を感じるなど精神的にダメージを受けて病気となり、病気で1カ月休養せざるを得なくなった状態にせしめた。このようなアカデミックハラスメント行為が発覚し、男性教授は9月9日付で停職（1ヵ月）の懲戒処分[16]。
- 2018年2月16日 - 県知事部局から派遣されていた男性職員（52歳）が、2017年まで4年連続で大学入試センター試験当日、会場となった本学で倉庫にあった灯油を自家用車に積み込み、盗むという行為を繰り返していた。普段は姫路市のキャンパスまで公共交通機関で通勤していたが、試験当日は早朝から準備があるため車で通勤しており、盗みに使用した。センター試験の実施日だった2017年1月14日、同僚が男性職員の車に積まれたポリタンクを見つけて後日、本人を問い詰めたことで問題が発覚。2018年2月16日、大学は男性職員を停職（6ヵ月）の懲戒処分とした。同日、男性職員は依願退職した[17]。
- 2018年10月9日 - 10月9日、地域ケア開発研究所の准教授が公的研究費を不正使用（目的外使用）している疑いがあるとの告発があった。不正に支出された研究費は科学研究費助成事業（科研費）330,261円[18][19]。
- 2021年3月5日 - 大学院工学研究科の男性助教が、2019年11～12月、自身の研究室で計4回、工学部の女子学生を指導。その際、女子学生の顔から首筋までを両手の手のひらで触ったり、指で腹部をつついたりしたという。さらに指導後には「これ面白くないか?」などと言いながら、全国のラブホテルが掲載された写真集を女子学生に見せた。同年12月、女子学生が大学側に訴え、男性助教の行為が発覚。2021年3月5日、大学は男性助教を停職（3ヵ月）の懲戒処分にしたと発表した[20][21]。